# مهراجا باتيالا

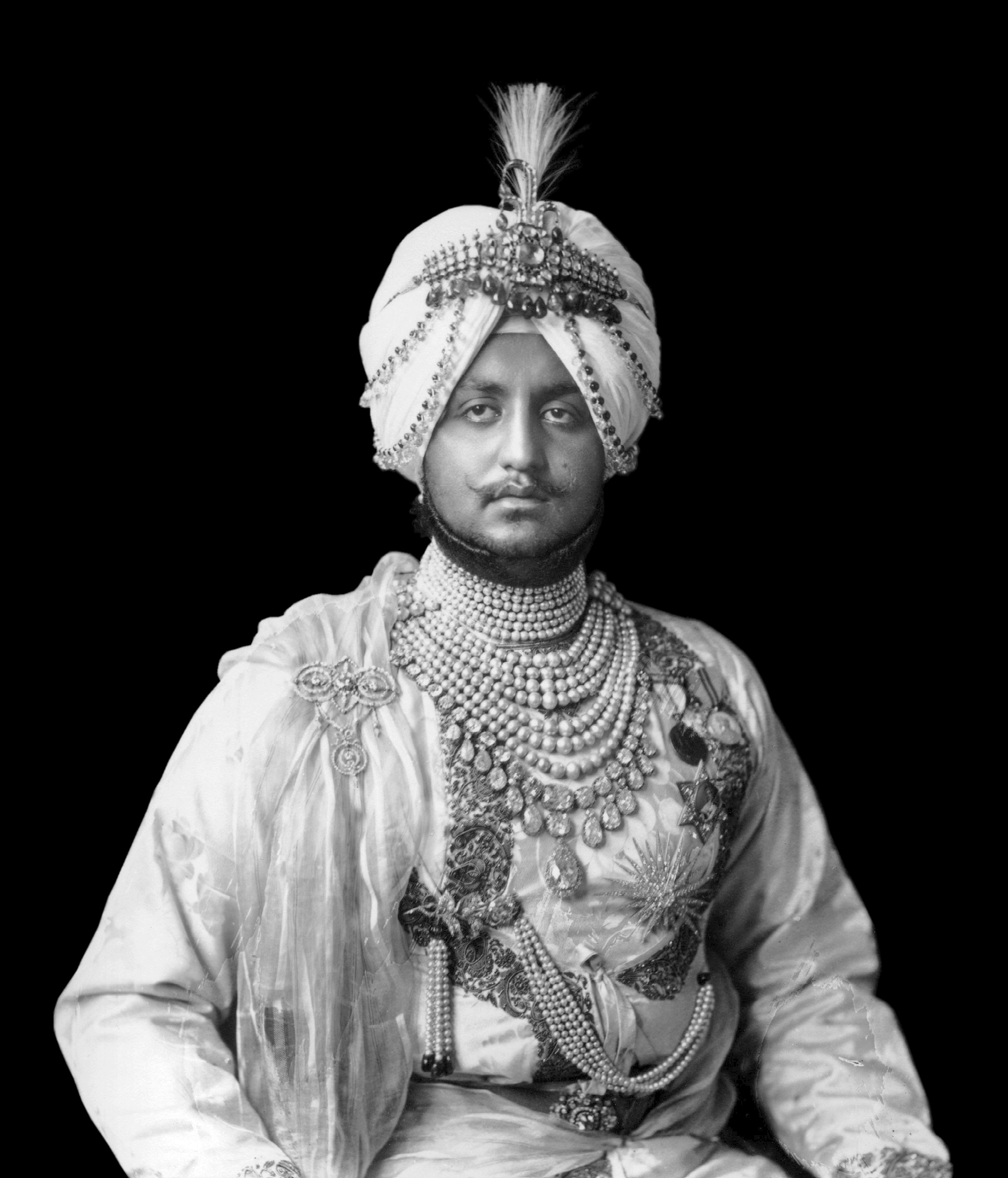
مهراجا بهوبيندر سينغ

مهراجا باتيالا أو ماهاراجا باتيالا بالبنجابية  ( مہاراجہ پٹیالہ ) المهراجا في الهند هو حاكم ولاية أميرية من باتيالا وهي ( مدينة في جنوب شرقالبنجاب . ورابع أكبر مدينة في الولاية والعاصمة الإدارية لمنطقة باتيالا ) . أول مهراجا في باتيالا كان من بابا علاء سينغ سيدهو عام (1695–1765) ، الذي حصل على لقب أحمد شاه الدراني من أفغانستان في 1764.
فيما يلي قائمة من المهراجا من باتيالا من أجل الانضمام إلى العرش:
- بابا علاء سينغ
- مهراجا عمار سينغ
- مهراجا صاحب سينغ
- مهراجا كرم سينغ
- مهراجا ناريندر سينغ
- مهراجا موهيندر سينغ
- مهراجا راجيندر سينغ
- مهراجا بهوبيندر سينغ
- مهراجا يادافيندرا سينغ

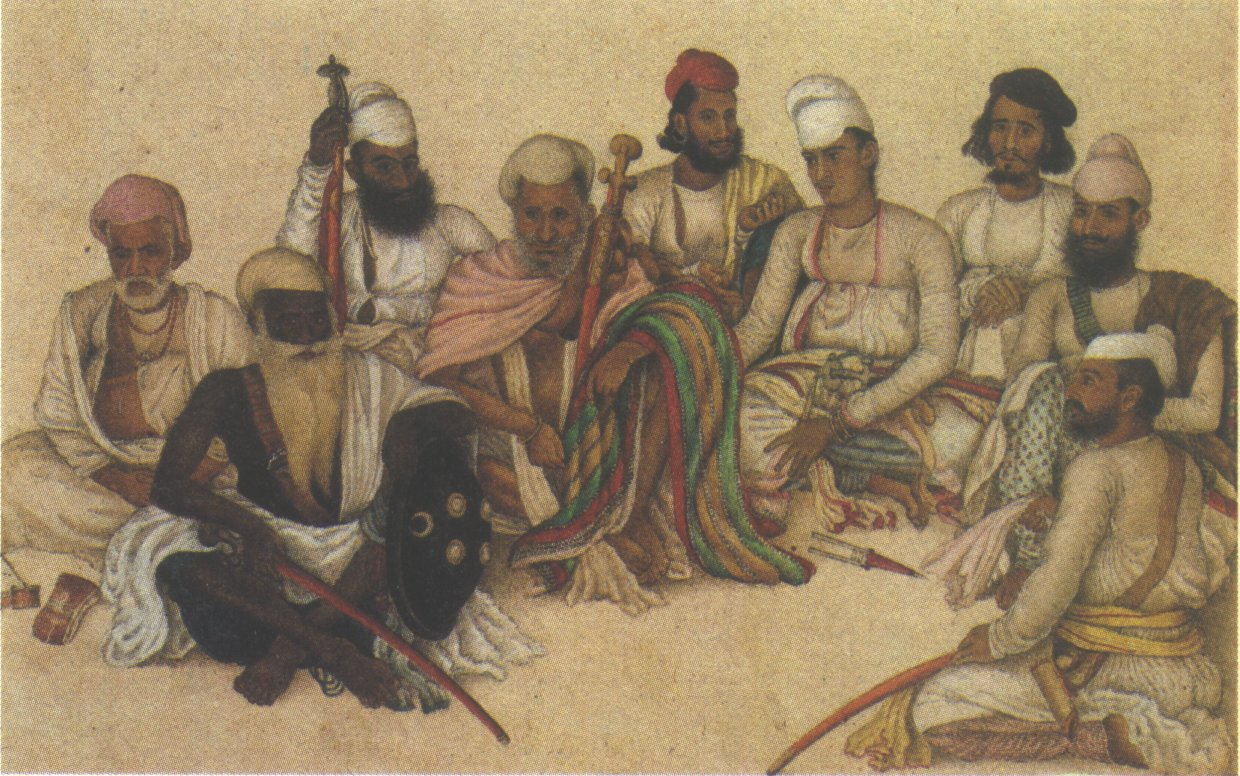
حاشية وخدم من رجا باتيالا

أشهر مهراجا باتيالا هو مهراجا بهوبيندر سينغ وهو (حاكم مهراجا للدولة الأميرية من باتيالا) من عام 
( 1900 إلى عام 1938).
وعرف المهرجا بلعبة كريكيت . ويعتبر فريق لعبة البولو والكريكيت من بين أفضل الفرق في الهند. وشارك في هذه الألعاب اثنان من أبناء مهراجا ادافيندرا سينغ وراجا بالهندرا سينغ، كلاهما لعبوا لعبة الكريكيت من الدرجة الأولى. ولعبت تيست كريكت في واحد من اختبارات الهند في عام 1934.
كما اعتبر مهراجا باتيالا قائدًا لجماهير البنجاب
وعرف مهراجا باتيالا أيضاً بأنه صاحب أعلى ملعب للكريكيت في تشايل وأول هندي يمتلك سيارة وطائرة. وقيل إنه أمتلك طائرة في عام 1911.